# Yanxi (köpinghuvudort i Kina, Jiangxi Sheng, lat 27,64, long 115,04)
Yanxi är en köpinghuvudort i Kina. Den ligger i provinsen Jiangxi, i den sydöstra delen av landet, omkring 140 kilometer sydväst om provinshuvudstaden Nanchang. Antalet invånare är 11 637. Befolkningen består av 5 418 kvinnor och 6 219 män. Barn under 15 år utgör 19,0 %, vuxna 15-64 år 71 %, och äldre över 65 år 9,0 %.
Runt Yanxi är det ganska tätbefolkat, med 129 invånare per kvadratkilometer. Närmaste större samhälle är Baqiu, 14,9 km sydost om Yanxi. I omgivningarna runt Yanxi växer huvudsakligen savannskog.
Genomsnittlig årsnederbörd är 2 066 millimeter. Den regnigaste månaden är juni, med i genomsnitt 330 mm nederbörd, och den torraste är oktober, med 24 mm nederbörd.